# 淮北军区
新四军淮北军区，是抗日战争中后期在江苏安徽的陇海路以南、淮河以北、大运河以西、黄泛区以东设立的军级军区。

## 历史

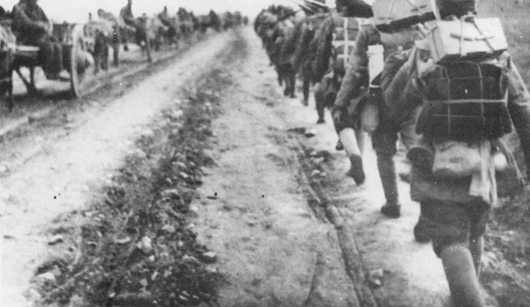
新四军第4师兼淮北军区在1945年5月下旬起发起宿南战役。

1943年1月成立淮北军区，军区领导机关由新四军第4师领导机关兼：
- 司令员彭雪枫[2]/张爱萍/ 张震[3]
- 政委邓子恢/张震兼
- 副司令员韦国清
- 参谋长张震
- 政治部主任：吴芝圃